# Čchü Wu
Čchü Wu (čínsky pchin-jinem Qū Wǔ, znaky 屈武; 16. července 1898 — 13. června 1992) byl čínský politik, místopředseda celostátního výboru Čínského lidového politického poradního shromáždění (1983–1992) a místopředseda (1979–1985) a předseda (1985–1987) ústředního výboru Revolučního výboru čínského Kuomintangu, jedné z menších politických stran Čínské lidové republiky. 
Aktivně se účastnil politického života od roku 1919, působil v Kuomintangu a Komunistické straně Číny. V letech 1926–1930 studoval v Sovětském svazu politické vědy a vojenství, v letech 1930–1937 byl vězněm v gulagu. Roku 1938 se vrátil do Číny, pracoval v kuomintangských vládních úřadech, naposledy jako starosta Urumči (1946–1950). V Čínské lidové republice působil krátce v Urumči, potom pracoval ve  státní administrativní radě ústřední lidové vlády, zákonodárných a poradních sborech (Čínské lidové politické poradní shromáždění a Všečínské shromáždění lidových zástupců). Během kulturní revoluce byl vězněn, po polovině 70. let se vrátil k politické činnosti ve vedení Revolučního výboru čínského Kuomintangu a Čínského lidového politického poradního shromáždění.

## Život
Čchü Wu se narodil 16. července 1898 v okrese Wej-nan na východě provincie Šen-si. Studoval na střední škole v Si-anu, zde se roku 1919 účastnil hnutí 4. května a vstoupil do Koumintangu. Roku 1922 se oženil s Jü Č’-siou, nejstarší dcerou novináře, kuomintangského politika a kaligrafa Jü Jou-žena a zahájil studia politologie na Pekingské univerzitě. Roku 1923 vstoupil do Socialistického svazu mládeže, roku 1925 do Komunistické strany Číny, podílel se na vedení pekingské organizace Kuomintangu. Začátkem roku 1926 byl zvolen kandidátem ústředního výkonného výboru Kuomintangu, téhož roku odjel do Sovětského svazu studovat na Sunjatsenovu univerzitu.
Roku 1927 s dalšími studenty se v roztržce mezi komunisty a pravým křídlem Kuomintangu postavil na stranu komunistů a odsoudil Čankajškův režim. Téhož roku přešel ze Sunjatsenovy univerzity ke studiu vojenství na Frunzeho vojenské akademii. V Číně byla kuomintangskými úřady zatčena jeho manželka a propuštěna poté co se ho zřekla. Čchü Wu se poté oženil se sovětskou dívkou. Krátce po svatbě dostala skupina čínských studentů Frunzeho akademie rozkaz vrátit se do Číny, Čchü Wu na poslední chvíli odmítl odjet aby mohl zůstat se svou ženou; byl zatčen a za porušení vojenské disciplíny odsouzen k deseti letům v pracovním táboře u Murmanska. V táboře od roku 1933 vedl kulturně-výchovnou práci mezi vězni. Roku 1937 byl propuštěn  a následující rok obdržel svolení k návratu do Číny.
V Číně se usadil v Čchung-čchingu u svého tchána Jü Jou-žena. Požádal o obnovení svého členství v komunistické straně, ale Čou En-laj (člen vedení KS Číny) ho přesvědčil, aby pracoval v Kuomintangu a zevnitř podporoval spolupráci Kuomintangu s komunisty. Poté byl Čchü Wu jmenován poradcem vojenské komise kuomintangské vlády, měl na starosti především spolupráci se Sovětským svazem. Stal se také členem zákonodárného jüanu, působil ve vedení Čínsko-sovětského kulturního sdružení, podílel se na výcviku důstojníků kuomintanské armády. Roku 1941 se podílel na založení Čínské demokratické politické ligy, koalice nekomunistických a nekuomintangských politických stran a skupin působících na kuomintangském území. Roku 1944 byl přeložen z Čchung-čchingu do provincie Šen-si na místo ředitele provinčního úřadu pro výstavbu, zřejmě kvůli svým stykům s komunisty. Od roku 1946 vykonával funkci starosty Urumči. Na jaře 1949 se podílel na neúspěšných jednáních o míru mezi Kuomintangem a komunisty, koncem roku 1949 patřil mezi představitele sinťiangských úřadů, kteří zorganizovali přechod Sin-ťiangu pod komunistickou vládu.
Komunisty byl potvrzen jako starosta Urumči a člen vlády Sin-tiangu, stal se i členem severozápadního vojensko-administrativního výboru, spravujícího severozápadní provincie Číny. Roku 1950 přešel z Urumči do Pekingu na místo zástupce generálního sekretáře státní administrativní rady (vlády) Čínské lidové republiky (do 1954), byl zvolen do vedení Revolučního výboru čínského Kuomintangu, jedné z menších politických stran Čínské lidové republiky vzniklé z levého křídla Kuomintangu. Od roku 1954 byl poslancem Všečínského shromáždění lidových zástupců (parlamentu, znovuzvolen roku 1959, poslancem zůstal do roku 1965), vykonával funkci zástupce generálního sekretáře stálého výboru shromáždění (1954–1958), od roku 1959 byl členem stálého výboru celostátního výboru Čínského lidového politického poradního shromáždění.
Během kulturní revoluce byl Rudými gardami označen za „sovětského agenta“ a „kontrarevolucionáře“, obvinění rezolutně odmítal, byl proto jako „zatvrzený reakcionář“ uvězněn. Jeho manželka Jü Č’-siou a tchyně Kao Čung-lin pronásledování nepřežily. Zásluhou Čou En-laje byl roku 1974 po šestiletém věznění propuštěn.
Po propuštění z vězení se podílel na obnovení činnosti Revolučního výboru čínského Kuomintangu, vrátil do vedení Čínského lidového politického poradního shromáždění, do kterého byl znovuzvolen roku 1978, současně byl v letech 1978–1983 opět poslancem Všečínského shromáždění lidových zástupců. Na sjezdu Revolučního výboru čínského Kuomintangu v říjnu 1979 byl zvolen místopředsedou ústředního výboru. Od roku 1981 zastával funkci výkonného místopředsedy a převzal většinu běžného řízení strany namísto předsedy Wang Kchun-luna.
V červnu 1983 byl Čchü Wu zvolen místopředsedou celostátního výboru Čínského lidového politického poradního shromáždění (znovuzvolen roku 1988, ve funkci zůstal do března 1993). V roce 1984 byl zvolen i předsedou Asociace čínsko-sovětského přátelství. V srpnu 1985 zemřel Wang Kchun-lun; v září 1985 zvolil stálý výbor ústředního výboru Revolučního výboru čínského Kuomintangu Čchü Wua úřadujícím předsedou a v únoru 1987 ústřední výbor zvolil Čchü Wua svým předsedou. V té době mu bylo už 90 let, proto v prosinci 1987 odstoupil z funkce předsedy ústředního výboru, kterým byl v lednu 1988 zvolen Ču Süe-fan, zatímco Čchü Wu se stal čestným předsedou.
Zemřel v Pekingu 13. června 1992 ve věku 94 let.